# European Currency Unit
|  | For den historiske franske møntenhed, se Écu |
European Currency Unit eller bare ECU var i mange henseender forløberen for Euroen selvom det dog ikke var en reel valuta. ECUen blev hovedsageligt brugt som et instrument til at mindske valutaudsvingningerne mellem de forskellige EU/EF lande samt som regnskabsvaluta i EU/EF. Derudover blev den brugt til visse internationale finansielle transaktioner. ECUen holdt op med at eksistere efter indførelsen af Euroen den 1. januar 1999.
| Artikelstump | Spire Denne artikel om penge eller valuta er en spire som bør udbygges. Du er velkommen til at hjælpe Wikipedia ved at udvide den. |